# Ataenius granchacoensis
Ataenius granchacoensis är en skalbaggsart som beskrevs av Vladimir Balthasar 1939. Ataenius granchacoensis ingår i släktet Ataenius och familjen Aphodiidae. Inga underarter finns listade.